# Johnny Walker (Musiker)
John Mayon Walker (* 27. Juni 1927 in Stoneville, Mississippi, USA; † 27. November 1999 in Chicago, Illinois, USA), bekannt vor allem als Johnny „Big Moose“ Walker, aber auch als Busy Head, Moose John oder J. W. Walker, war ein US-amerikanischer Blues-Pianist und Organist.
Walker spielte hauptsächlich Klavier, beherrschte aber auch die elektronische Orgel und die Bassgitarre (er spielte die Bassgitarre, als er Muddy Waters begleitete). Er nahm Soloalben auf und begleitete zahlreiche Musiker bei Konzerten und Aufnahmen.

## Biografie
John Mayon Walker wurde in der Unincorporated Community Stoneville (Mississippi) geboren und war teilweise indianischer Abstammung. Seinen bekanntesten Künstlernamen erhielt er in seiner Kindheit in Greenville (Mississippi), abgeleitet von seinem langen, wallenden Haar. Er lernte mehrere Instrumente zu spielen, darunter Kirchenorgel, Gitarre, Vibraphon und Tuba.
Walker begann seine musikalische Karriere 1947 als Pianist, tourte mit verschiedenen Bluesbands und begleitete so namhafte Künstler wie Ike Turner, Sonny Boy Williamson II., Elmore James, Lowell Fulson und Choker Campbell. Walker diente von 1952 bis 1955 in der US-Armee und im Koreakrieg. Im Jahr 1955 veröffentlichte Ultra Records unter dem Namen Moose John die Single Talkin’ ’Bout Me.
Seine eigenen Aufnahmen, die unter verschiedenen Namen veröffentlicht wurden, waren erfolglos, aber Walker begann Mitte der 1950er Jahre konsequenter zu arbeiten und unterstützte insbesondere Earl Hooker und Elmore James. Walker zog Ende der 1950er Jahre nach Chicago und begleitete im Laufe des nächsten Jahrzehnts Sunnyland Slim, Otis Rush, Muddy Waters (für den Walker Bassgitarre spielte), Howlin’ Wolf, Otis Spann. Jimmy Dawkins und Son Seals. In den 1960er Jahren veröffentlichten weniger bekannte Plattenfirmen mit Sitz in Chicago, Age und The Blues, Walkers Solo-Singles.
1969 war Walker zu Earl Hooker zurückgekehrt und spielte auf dessen Album Don’t Have to Worry (ABC Bluesway). Nach Hookers Tod im Jahr 1970 spielte Walker in den Bands von Jimmy Dawkins, Mighty Joe Young und Louis Myers. Sein Debütalbum Ramblin’ Woman erschien 1970 bei ABC. Er spielte die Klavierbegleitung auf Andrew Odoms Album Farther on the Road und auf If You Miss ’Im...I Got ’Im von John Lee Hooker mit Earl Hooker.
Alligator Records engagierte Walker für ihre Serie Living Chicago Blues, und er nahm in der Folge weitere Alben in den Staaten und Europa auf. 1979 tourte er mit dem Chicago Blues Festival durch Europa. Später tourte er durch Neuseeland und Kanada, 1991 trat er beim Burnley Blues Festival in England auf. Walker erlitt mehrere Schlaganfälle, die schließlich weitere Auftritte unmöglich machten.
Walker lebte vor seinem Tod im November 1999 im Alter von 72 Jahren in einem Pflegeheim in Chicago.